# Ascobolus masseei
Ascobolus masseei är en svampart som beskrevs av Sacc. & P. Syd. 1899. Ascobolus masseei ingår i släktet Ascobolus och familjen Ascobolaceae.   Inga underarter finns listade i Catalogue of Life.